# Tomaso Albinoni
Tomaso Giovanni Albinoni (Velence, 1671. június 8. – Velence, 1751. január 17.) olasz barokk zeneszerző, hegedűs.

## Élete
1671-ben született tehetős velencei papírkereskedő családban. A családi háttér és a személyes szabadságvágy miatt nem vállalt állandó zenész állást, a zeneszerzést csupán kedvtelésből, nem hivatásszerűen művelte. Huszonhárom éves korában komponálta és adták elő Zenobia Regina de Palmireni (Zenóbia, Palmira királynője) című operáját. Ezt követően egy 12 darabból álló triószonáta sorozatot írt. Ez a két műfaj foglalkoztatta végig pályafutása során, bár ma főleg az utóbbi műfajban írt darabjait ismerjük. Több mint 50 – akkoriban nagy sikert arató – operát írt, de ezek közül ma alig ismerünk néhányat. 1705-ben feleségül vette Margherita Raimondi szoprán énekesnőt, akitől hat gyermeke született. A viszonylag gondtalan életnek családjának anyagi tönkremenetele vetett véget, ráadásul felesége is elhunyt fiatalon. A zeneszerzést folytatta, főleg hangszeres műveket komponált. Egyik ilyen 12 darabos sorozatát 1722-ben II. Miksa Emánuel bajor választófejedelemnek ajánlotta, és ez végre fordulatot hozott életében: meghívták Münchenbe, és előadták egyik operáját.
Albinoni gyakorlatilag nem volt kapcsolatban kora komponistáival, pedig zenéjét Johann Sebastian Bach is ismerte, aki néhány kompozícióját átdolgozta más hangszerre. Fél évvel Bach halála után hunyt el.

## Művei
1694 és 1740 között 48 operát írt. Köztük 1708-ban a Pimpinone című intermezzót, amelyet 1722-ben vígoperának dolgozott át, és ezzel a műfaj egyik legkorábbi példáját alkotta meg.
A hangszeres zene terén is sokat és jelentőset alkotott Albinoni: az ő nevéhez fűződnek az első szólóhegedű-koncertek (1700). Ezekben a szólóhangszerek zenei anyaga különbözik az együttesétől: a szólók virtuóz figurációival szemben a tuttiban határozott arcélű tematika jelenik meg.
Albinoni művei közül a legismertebb és legnépszerűbb az Adagio, ami pedig csak nyomokban az övé: Remo Giazotto 20. századi zenetörténész állította össze egy töredékes kézirat alapján. Ezért alig hallható ki belőle a barokk stílus, sokkal inkább romantikus jellege érezhető.